# Esplendor Geométrico
Esplendor Geométrico (también identificado por sus siglas EG o E.G.) es un dúo español de industrial. Fundado en 1980 por Arturo Lanz, Gabriel Riaza y Juan-Carlos Sastre, exmiembros de El Aviador Dro y sus Obreros Especializados, desde 1990 hasta en la actualidad está formado por Lanz y Saverio Evangelista.
El nombre está tomado de un manifiesto futurista Lo splendore geometrico e meccanico e la sensibilità numerica ("El esplendor geométrico y mecánico y la sensibilidad numérica") del escritor italiano Filippo Tommaso Marinetti.

## Biografía
Surgidos en septiembre de 1980, a raíz de una escisión producida en el seno de Aviador Dro, Esplendor Geométrico comenzaron su andadura con la edición de su primer sencillo «Necrosis en la Poya» (1981) publicado por el sello Tic Tac.

"No elegí el nombre lo eligió Juan Carlos Sastre (Esplendor Geométrico) no por afán intelectual, sino porque estética. Pero sí que es verdad que Marinetti, la vanguardia... puede hacer que la gente nos crea elitistas. Se puede dar esa interpretación, pero para desmentirla existen las entrevistas, ¿no?; y el directo. Porque ahí sí te das cuenta de que de intelectuales tenemos más bien poco."
Arturo Lanz (rockdelux, 2010) 

En 1985 Juan Carlos Sastre abandona la formación aunque ha seguido vinculado al proyecto con la realización de portadas y diseños gráficos para diferentes álbumes. Su primer disco de vinilo fue El Acero del Partido (1982).

"Después de la separación del Aviador Dro, teníamos interés en seguir haciendo cosas y divertirnos con la música. Realmente la separación surge de la guerra de egos tan frecuente en los grupos musicales y más con 17 o 18 años como teníamos en esa época. Lo de experimentar era una pose que tomamos en su día para distanciarnos de Aviador, pero como se demuestra en los primeros trabajos de Esplendor Geométrico, no estábamos muy lejos de lo que hicimos con Aviador Dro."
Arturo Lanz (Subterock.com, 2013) 

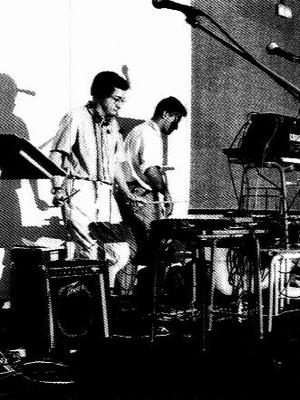
Esplendor Geométrico (Tolosa, Guipúzcoa, 1987)

Con una formación autodidacta en 1985 el grupo fundó su propio sello discográfico, Esplendor Geométrico Discos -posteriormente Geometrik-, y publicó su segundo álbum, Comisario de la Luz. Dentro de su labor editorial también publicaron álbumes de grupos y solistas vinculados al género como Asmus Tietchens, Conrad Schnitzler, Macromassa o De Fabriek.

"No sé componer melodías aunque me gusta escucharlas en grupos como Kraftwerk. En cierto modo, lo que hacemos también tiene algún aspecto melódico. La repetición de secuencias de voces, de la entonación, se puede ver como una melodía"
Arturo Lanz (rockdelux, 2010) 

Kosmos Kino (1987) y Mekano Turbo (1988) este último considerado por muchos como el lanzamiento definitivo del grupo. Tras el álbum en directo Live in Utrecht (1989) las futuras publicaciones del grupo aparecerían con el sello Geometrik.

"Ahora debes ser políticamente correcto. De lo contrario, te meten en la cárcel. Tienes que seguir el patrón intelectual que te marcan, pagar a miles de oenegés... Tienes que ser de izquierdas, tienes que ser feminista. ‘Tienes que’ siempre ‘tienes que’. Solo hay un perfil aceptado. Lo que nosotros hicimos en su día sería imposible ahora; estaríamos en la cárcel. Nuestra sociedad es muy mojigata en la actualidad y le falta sentido del humor."
Arturo Lanz (rockdelux, 2010) 

El álbum Sheikh Aljama (1991) muestra influencias árabes en la música. El mismo año se incorpora al grupo Saverio Evangelista y, posteriormente, en 1993, Gabriel Riaza se desvincula del proyecto tras su conversión al islam. Veritatis Splendor (1994) y Balearic Rhythms (1996) muestran una, al menos en parte, suavización de su sonido tradicionalmente abrasivo.

"Compongo en mi casa, hago las canciones, se las mando a Saverio y él pule el sonido. Entre él y Andrés (Noarbe) eligen los temas y los nombres y lo sacamos. En los 80 éramos tres pero enseguida se fue Juan Carlos Sastre. Saverio vivía en Melilla y yo en Madrid o Mallorca y funcionábamos igual. Ahora él vive en Roma y yo en Pekín, pero es lo mismo. Por la noche me pongo a hacer ritmos, es como una especie de meditación que hago. Dejo la mente en blanco y voy grabando cosas con una grabadora digital. Cuando tengo un ritmo con el que puedo estar 30 minutos sigo con él y le voy metiendo cosas. Cuando un ritmo me permite dejar la mente en blanco es cuando creo que está bien."
Arturo Lanz (jenesaispop.com, 2011) 

Polyglophone (1997) supone el retorno estilístico a la plena agresión de sus anteriores trabajos y, al año siguiente, artistas como Coil y Chris & Cosey contribuyeron con versiones de temas clásicos en un álbum de remezclas titulado En-co-d-eSplendor.

"No escucho mucha música. Me bajo podcasts de Radio 3; música brasileña o jazz, para trabajar o relajarme; música de baile, para correr. No tiene nada que ver la música que hago con lo que escucho. Es que si escuchara grupos que hacen lo que yo, me volvería loco, no me apetece. De hecho, no escucho ni lo que he hecho yo."
Arturo Lanz (rockdelux, 2010) 

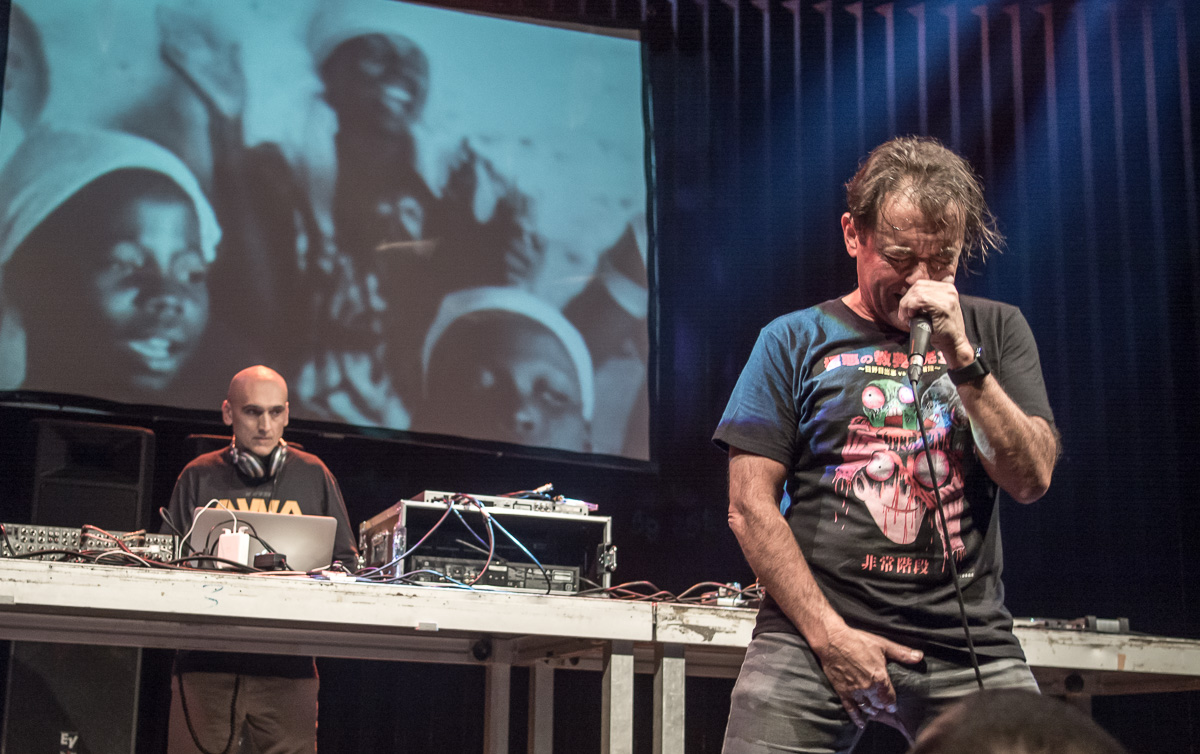
Esplendor Geométrico (Zaragoza, 2015)

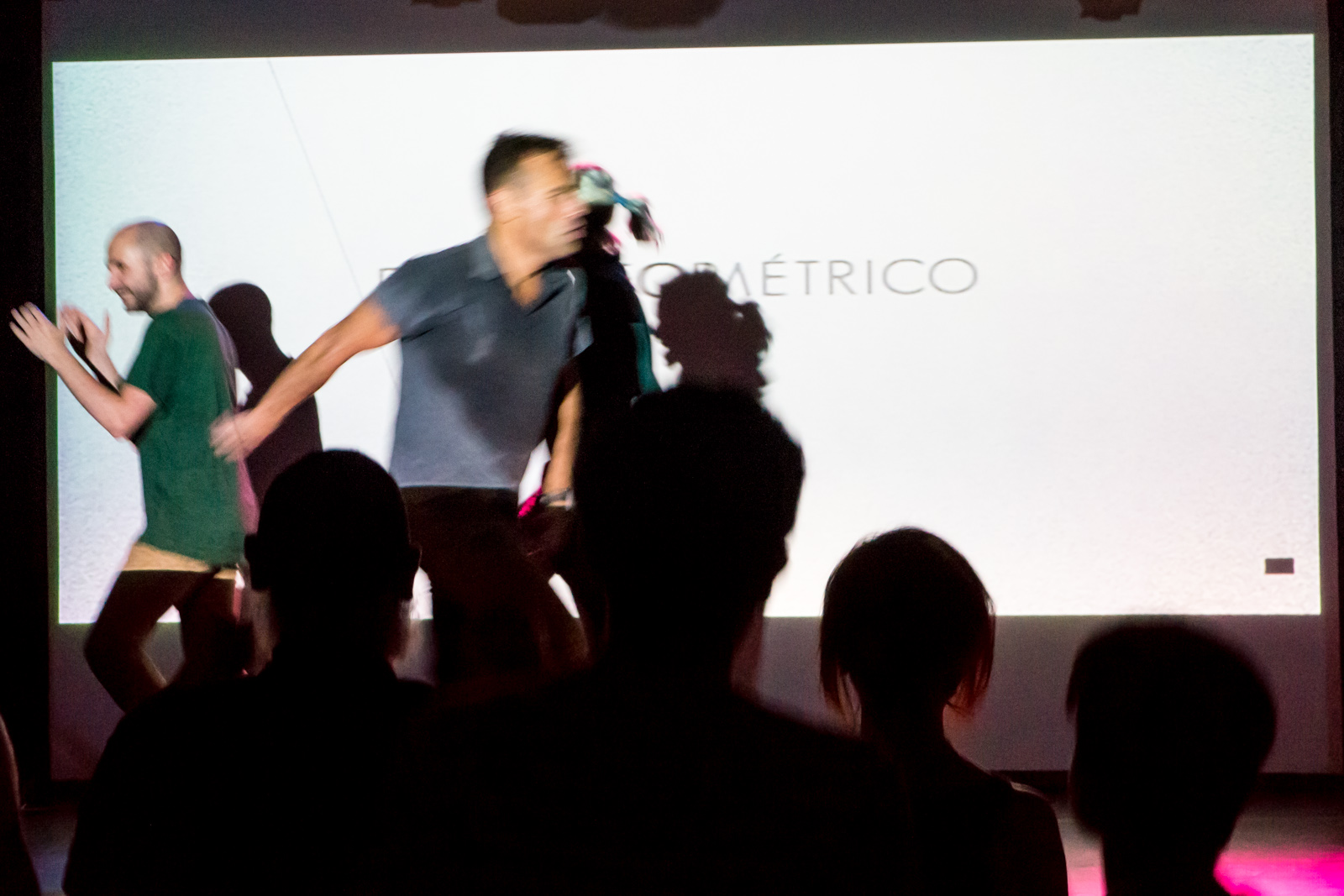
Esplendor Geométrico (Madrid, 2013)

El chinesco álbum Compuesto de Hierro (2002) y un doble CD de compilación, Anthology 1981 - 2003 (2005) obtuvo positiva repercusión.
Aunque Lanz reside en Pekín y Evangelista en Roma el grupo permanece muy activo.

"La medida del éxito varía mucho… EG es un éxito para mí porque cubre una parte muy importante de mis necesidades vitales. Ese es el éxito que me interesa. Entre las necesidades vitales está el poder tocar en directo y disfrutar junto a un grupo de gente."
Arturo Lanz (caninomag.es, 2017) 

## Influencia
Considerados un grupo fácilmente reconocible por su estilo musical áspero, repleto de ritmos y percusiones encuadrables en el minoritario subgénero de la música industrial, y por sus letras en español el grupo a menudo ha sido ignorado en la bibliografía del género música electrónica / industrial.

A Esplendor Geométrico no le llamaba ni Dios para tocar en España, ni nos conocía nadie, y en cambio el resto de grupos estaban en la cresta de la ola…Yo a Azul y Negro les conocía por la televisión, y porque uno de sus miembros era comandante del Ejército del Aire y había estado destinado en la misma agrupación en la que yo estuve de alférez y después de teniente; la gente del cuartel siempre me lo comentaba…
Arturo Lanz (orbitamagazine.com, 2018) 

Muchas de sus publicaciones son extremadamente difíciles de encontrar pero se considera que ha ejercido una fuerte influencia no solo en la música industrial sino dentro del más amplio campo electrónico. Su influencia se detecta especialmente en el sonido de artistas como Autechre y Pan Sonic.

"La música de Esplendor Geométrico es importante, más teniendo en cuenta que son pioneros y reconocidos como tales en un tipo de sonido que el tiempo ha afianzado como imprescindible. Pero su música no existiría sin su actitud, sin su radicalidad a la hora de expresar la pulsión creativa."
Pablo Cerezal (Diario Vasco, 2017) 

## Discografía
- Necrosis en la poya 7" (1981)

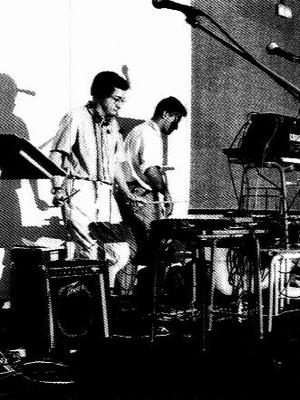
EG en Tolosa 1987.

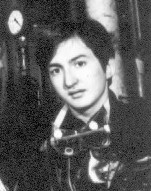
Gabriel Riaza en 1979

- EG-1 casete (1981, reeditada en CD en 2000)
- El acero del partido LP (1982, reeditado en CD en 2000)
- Comisario de la luz LP (1985)
- 1980-1981 casete (1986)
- En Roma casete (1986)
- En directo: Madrid y Tolosa casete (1987)
- Kosmos kino LP (1987, reeditado en CD en 1996)
- Mekano-turbo LP (1988, reeditado en CD en 1994)
- Madrid mayo '89 casete (1989)
- Live in Utrecht LP (1990, reeditado en CD en 1999)
- Diez años de esplendor 2 x casete (1990)
- Sheikh aljama (jeque de aljama) CD (1991)
- 1980-1982 2 x casete (1993)
- Arispejal astisaró (powerful metal) CD (1993)
- Veritatis splendor CD (1994)
- 1983-1987 CD (1994)
- Nador CD (1995)
- Tokyo sin fin CD (1996)
- Treinta kilómetros de radio CD-EP (1996)
- Balearic rhythms CD (1996)
- 80's tracks CD (1996)
- Tarikat 2 x CD (1997)
- Polyglophone CD (1997)
- Syncrotrón mini-LP (1998)
- Compuesto de hierro CD (2002)
- Anthology 1981-2003 2 x CD (2005)
- 8 traks & live CD + DVD (2007)
- Pulsión CD (2009)
- Desarrollos geométricos CD (2011)
- Ultraphoon CD (2013)
- Fluida Mekaniko CD (2016)
- Cinética (2020)